# 산데메트리오네베스티니
산데메트리오네베스티니(이탈리아어: San Demetrio ne' Vestini)는 이탈리아 아브루초주 라퀼라도에 있는 코무네이다.